# Alan McIsaac
Pour les articles homonymes, voir McIsaac.
Joseph Alan McIsaac, né le 18 mars 1954 à Charlottetown, est un homme politique canadien. 
De 2007 à 2019, il représente la circonscription de Vernon River-Stratford à l'Assemblée législative de l'Île-du-Prince-Édouard.
Lors de l'élection du 4 mai 2015, il arrive à égalité des voix avec la candidate du parti conservateur, Mary Ellen McInnis. Tel que le stipule la loi électorale de la province, un tirage à pile ou face s'est tenu en présence des deux candidats[réf. nécessaire] au Atlantic Technology Centre de Charlottetown. Alan McIsaac avait hérité du côté pile, qui est désigné par les noms des candidats en ordre alphabétique, et a gagné le tirage au sort,.